# 山鬼
《山鬼》，《楚辭·九歌》的其中一篇，屈原作品。山鬼意指巫山神女，清蔣驥《九歌解》認為「楚襄王游雲夢，夢一婦人，名曰瑤姬。通篇辭意，似指此事」。整篇以抒情為主，著重描寫女神赴約不遇，失戀後悲哀的情節，屈原在此表達一個多情女子追求愛情時的自信、苦惱的感情，內容感人。清賀貽孫謂「不作人佞鬼語，奇；作鬼佞人之詞，更奇」。

## 外部連結
- 维基文库中的相關文獻：山鬼